# Israël op het Eurovisiesongfestival 2003
Israël nam deel aan het Eurovisiesongfestival 2003 in Riga, Letland. Voor deze editie koos men ervoor om een nationale finale te organiseren. Het was de 27ste deelname van het land aan het festival.

## Selectieprocedure
In tegenstelling tot het voorbije jaar, koos men er deze keer voor om een nationale finale te organiseren.
De omroep had intern gekozen voor Lior Nakis. Hij bracht tijdens een show 4 liedjes ten gehore.
Het winnende lied werd gekozen door een jury (40%) en televoting (60%)

## In Riga
In Letland trad Israël als dertiende van 26 landen aan, na Spanje en voor Nederland. Het land behaalde een 19de plaats, met 17 punten.
België en Nederland hadden geen punten over voor deze inzending.

### Gekregen punten

#### Finale
| 12 punten | 10 punten | 8 punten      | 7 punten | 6 punten |
| --------- | --------- | ------------- | -------- | -------- |
|           |           | - Frankrijk   |          |          |
| 5 punten  | 4 punten  | 3 punten      | 2 punten | 1 punt   |
| - Rusland |           | - Griekenland |          | - Spanje |

### Punten gegeven door Israël

#### Finale
Punten gegeven in de finale:
| 12 punten | Spanje    |
| 10 punten | Rusland   |
| 8 punten  | België    |
| 7 punten  | Turkije   |
| 6 punten  | Roemenië  |
| 5 punten  | Zweden    |
| 4 punten  | Oekraïne  |
| 3 punten  | Noorwegen |
| 2 punten  | Nederland |
| 1 punt    | Cyprus    |

1973 · 1974 · 1975 · 1976 · 1977 · 1978 · 1979 · 1980 · 1981 · 1982 · 1983 · 1984 · 1985 · 1986 · 1987 · 1988 · 1989 · 1990 · 1991 · 1992 · 1993 · 1994 · 1995 · 1996-1997 · 1998 · 1999 · 2000 · 2001 · 2002 · 2003 · 2004 · 2005 · 2006 · 2007 · 2008 · 2009 · 2010 · 2011 · 2012 · 2013 · 2014 · 2015 · 2016 · 2017 · 2018 · 2019 · 2020 · 2021 · 2022 · 2023 · 2024 · 2025